# Bouvet
L'illa Bouvet (en noruec: Bouvetøya) és una illa volcànica deshabitada dependent de Noruega, situada al sud de l'oceà Atlàntic i a l'extrem sud de la dorsal mesoatlàntica. Situada a uns 2.600 quilòmetres al sud-oest de la costa de Sud-àfrica i a 1.700 quilòmetres al nord de la costa de l'Antàrtida, és l'illa més remota del món.
L'illa té una superfície de 49 quilòmetres quadrats, el 93% dels quals són coberts per una glacera. El centre de l'illa és un cràter ple de gel d'un volcà inactiu. A la costa hi ha alguns illots rocosos i una illa petita, Larsøya. L'únic lloc planer de l'illa és Nyrøysa, creada per una esllavissada de roques a la dècada del 1950, on s'ubica una estació meteorològica.
El nom de l'illa prové de Jean-Baptiste Charles Bouvet de Lozier, que va ser la primera persona en veure-la i documentar-la, l'1 de gener de 1739. Les coordenades que va registrar eren inexactes i l'illa no es va tornar a veure fins al 1808, quan el capità balener britànic James Lindsay va anomenar-la Lindsay. La primera reclamació de sobirania de l'illa la va fer Benjamin Morrell. El 1825 George Norris de la corona britànica va reclamar l'illa i la va nomenar Illa de Liverpool. També va informar que a prop hi havia una suposada illa de Thompson, però després es va demostrar que era una illa fantasma. La primera expedició noruega a l'illa va ser el 1927, que en reclamà la sobirania i la va anomenar Efate. Després d'una disputa amb el Regne Unit, fou declarada dependència de Noruega el 1930. Es va convertir en una reserva natural el 1971.

## Història

### Descobriment i primers albiraments
L'illa va ser descoberta l'1 de gener de 1739 per Jean-Baptiste Charles Bouvet de Lozier, comandant de les naus franceses d'Aigle i Marie. Mai abans s'havia vist terra ferma al paral·lel 50 sud. L'illa Bouvet, que presumiblement cercava un continent meridional, va veure l'illa a través de la boira i va anomenar el cap que va veure com a Cap Circoncision. No va ser capaç de desembarcar per circumnavegar el seu descobriment, i no va poder esbrinar si es tractava d'una illa o d'una part d'un continent. Va traçar unes coordenades equivocades, i per això diverses expedicions posteriors van fracassar. El segon viatge de James Cook va sortir del Cap Verd el 22 de novembre de 1772 per arribar a Cap Circoncision, però va ser incapaç de trobar-lo.
La següent expedició que va detectar l'illa va ser la de James Lindsay, capità del balener Snow Swan de la Samuel Enderby & Sons (SE&S), el 1808. Van vorejar l'illa i van registrar la seva posició, tot i que no van ser capaços de desembarcar. El que sí que va confirmar Lindsay va ser que el "cap" era de fet una illa. La següent expedició va ser la del nord-americà Benjamin Morrell i la seva nau de cacera de foques Wasp. Morrell va trobar l'illa pel seu compte i va desembarcar sense dificultats per caçar 196 foques. En la seva descripció de l'illa, Morrell no esmenta la seva característica física més òbvia: que està coberta de gel de manera permanent. Aquest fet ha fet dubtar alguns historiadors sobre si realment va visitar l'illa.
El 10 de desembre de 1825, el capità de l'Sprightly George Norris va desembarcar a l'illa i la va nomenar illa de Liverpool. Sis dies després va reclamar la sobirania de l'illa per la Corona Britànica i Jordi IV. La següent expedició que va trobar l'illa va ser la de Joseph Fuller i la seva nau Francis Allyn el 1893, però no va poder desembarcar. L'expedició de l'alemany Carl Chun a bord del Valdivia va arribar a l'illa el 1898. Tampoc van ser capaços de desembarcar, però sí de dragar mostres geològiques del fons marí. També van ser els primers a registrar amb precisió les coordenades de l'illa.
Norris també va descobrir una segona illa el 1825, la qual va anomenar Illa de Thompson i que va situar 72 quilòmetres al nord-est de l'illa de Liverpool. L'illa de Thompson també va ser reportada el 1893 per Fuller, però el 1898 Chun no va informar de la seva existència, ni ningú més des d'aleshores. No obstant això, l'illa de Thompson va continuar apareixent als mapes fins al 1943. Un article del 1967 va suggerir que l'illa podria haver desaparegut en una erupció volcànica sense ser detectada, però el 1997 es va descobrir que això no era possible perquè la zona on teòricament hi hauria d'haver l'illa té més de 2.400 metres de profunditat.

### Annexió noruega

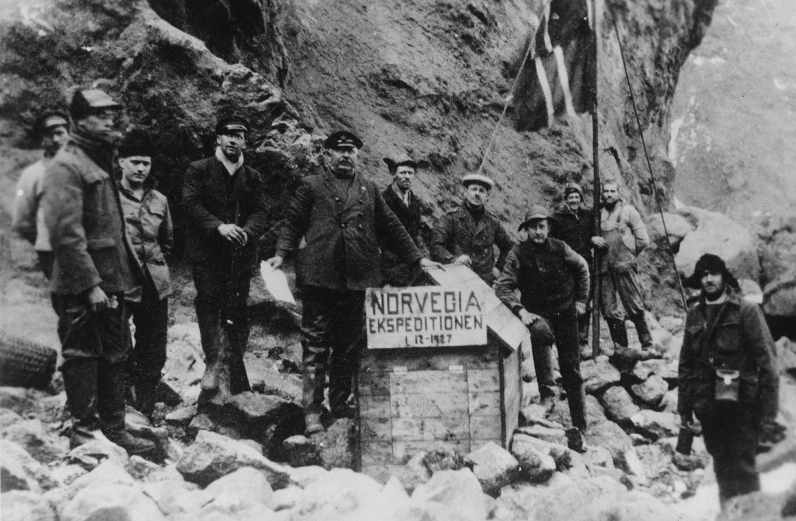
L'annexió de l'illa l'1 de desembre de 1927.

El 1927, la primera expedició del Norvegia –dirigida per Harald Horntvedt i finançada per Lars Christensen– va ser la primera a fer una estada llarga a l'illa Bouvet. Es van dur a terme diversos tipus d'observacions i es va descriure la topografia de l'illa, així com la realització de mesuraments oceanogràfics realitzats al mar al voltant de l'illa. Al "Nou Sandefjord" es va erigir una petita cabana, i l'1 de desembre es va hissar la bandera de Noruega i l'illa va ser reclamada per Noruega. L'annexió s'oficialitzà a través d'un Reial Decret del 23 de gener de 1928. El Regne Unit en un principi s'hi oposà, basant-se en el desembarcament i annexió de Norris. No obstant això, la posició britànica es va veure afeblida per l'albirament de Norris de dues illes i la incertesa de si havia estat a l'illa de Thompson o de Liverpool (és a dir, l'illa Bouvet). A més, el posicionament de l'illa de Norris en una ubicació incorrecta combinada amb la falta d'un port natural i les seves petites dimensions van fer que el Regne Unit acceptés la sobirania de Noruega sobre l'illa. Aquest fet va portar a l'inici de negociacions diplomàtiques entre els dos països, fins que el novembre del 1929, la Gran Bretanya va renunciar a la seva pretensió de l'illa.

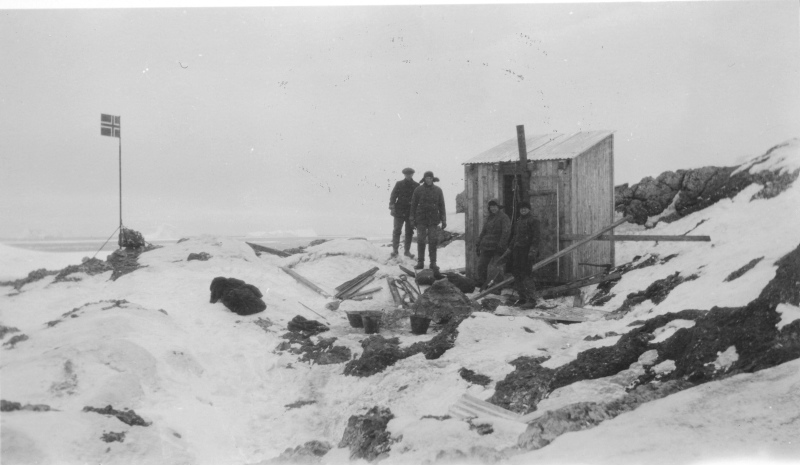
La primera construcció, feta sobre el Cap Circoncision, el 1929.

La segona expedició del Norvegia va arribar el 1928 per establir una estació de ràdio meteorològica tripulada, però no es va trobar cap lloc adequat per a instal·lar-la. Tanmateix es van trobar que la cabana i l'asta de la bandera erigides l'any anterior havien estat destrossades pel mar. La tercera expedició del Norvegia, dirigida per Hjalmar Riiser-Larsen, va arribar l'any següent i va construir una nova cabana al Cap Circoncision i a Larsøya. L'expedició va servir per a fer la fotografia aèria de l'illa i va ser la primera expedició a l'Antàrtida que va utilitzar avions. La Llei de Dependència, aprovada pel Parlament de Noruega el 27 de febrer de 1930, va establir l'illa Bouvet com una dependència de Noruega, juntament amb l'illa de Pere I i la Terra de la Reina Maud. El 1929 s'establí la protecció dels otàrids de l'illa i les seves proximitats i el 1935 tots els pinnípedes de l'illa estaven protegits.

### Història recent
El 1955, la fragata sud-africana Transvaal va visitar l'illa. Nyrøysa, una zona lliure de gel coberta de roques, la més gran de l'illa Bouvet, va ser formada entre el 1955 i el 1958, probablement per una esllavissada de terra. Un aterratge científic el 1978 va mesurar la temperatura del subsòl a 25 °C. El vaixell de guerra britànic HMS Protector va visitar l'illa el 1964. A més dels estudis científics, es va trobar un bot salvavides a Nyrøysa, tot i que sense persones. Aquesta petita embarcació de reconeixement científic provenia d'un vaixell més gran que van arribar el 27 de novembre de 1958. A causa del mal temps i malgrat esperar tres dies no van poder embarcar, i al final la tripulació va ser retirada en helicòpter. Tota l'illa i les seves aigües territorials estan protegides com a reserva natural des del 17 de desembre de 1971.
Des de la dècada del 1970, l'illa ha estat visitada per les expedicions antàrtiques noruegues. El 1977 es va construir una estació meteorològica automatitzada, i durant dos mesos del 1978 i del 1979 una de les estacions va estar habitada. El 22 de setembre de 1979 al mar que hi ha entre l'illa Bouvet i les illes del Príncep Eduard el satèl·lit nord-americà Vela va registrar un flaix doble inexplicable, diversament interpretat com una prova nuclear, de meteorits, o una fallada d'instrumentació. Aquest fenomen rep el nom d'Incident Vela.
El març de 1985, una expedició noruega va tenir un clima prou clar per fotografiar l'illa des de l'aire, donant com a resultat el primer mapa precís de tota l'illa 247 anys després del seu descobriment. A mitjans de la dècada del 1980, l'illa Bouvet, Jan Mayen i Svalbard van ser considerats com a llocs per primera vegada al nou Registre Naval Internacional de Noruega, però el registre del pavelló de conveniència es va establir en última instància a Bergen, Noruega, el 1987. S'han realitzat diverses expedicions de radioaficionats de tipus DX a l'illa. Un grup internacional està planificant una expedició DX a l'illa en algun moment del 2018. L'Institut Polar Noruec va establir una estació d'investigació de 36 metres quadrats a Nyrøysa el 1996, feta de contenidors de transport. El 23 de febrer de 2006, l'illa va experimentar un terratrèmol de magnitud 6,2 amb epicentre a uns 100 quilòmetres de distància, que va debilitar els fonaments de l'estació fent que fos emportada pel vent fins al mar. El 2007, es va afegir l'illa a la llista provisional de Noruega de les nominacions com a Patrimoni de la Humanitat com a part de la candidatura internacional de la dorsal mesoatlàntica. Es va enviar una nova estació d'investigació des de Tromsø a Noruega, a través de Ciutat del Cap, fins a l'illa Bouvet el 2014. La nova estació està dissenyada per a albergar a sis persones en períodes de dos a quatre mesos.
La pesca de krill a l'oceà Antàrtic està subjecta a la Convenció per a la Conservació dels Recursos Vius Marins Antàrtics, que defineix les quotes màximes de captura per a una explotació sostenible del krill antàrtic. Els inventaris duts a terme el 2000 van mostrar una alta concentració de krill al voltant de l'illa Bouvet. El 2004, Aker BioMarine es va adjudicar una concessió per a la pesca del krill, i les quotes addicionals es van adjudicar a partir del 2008 per a una captura total de 620.000 tones. Hi ha una controvèrsia pel que fa a si les activitats pesqueres són sostenibles, particularment en relació amb el krill, ja que és un important aliment per a les balenes. El 2009, Noruega va presentar una proposta davant la Convenció de les Nacions Unides sobre el Dret de la Mar per estendre el límit exterior de la plataforma continental més enllà de 200 milles nàutiques que envolten l'illa.
L'expedició Hanse Explorer va visitar l'illa Bouvet el 20 i 21 de febrer de 2012 com a part de «l'Expedició pel Futur». L'objectiu de l'expedició era arribar al cim del punt més alt de l'illa, l'Olavtoppen. Els primers quatre escaladors (Aaron Halstead, Will Allen, Bruno i Jason Rodi) van ser els primers humans en pujar al pic més elevat. Una càpsula del temps que conté les principals visions del futur per al 2062 hi va ser dipositada. L'endemà al matí, Aaron Halstead va portar cinc escaladors (Sarto Blouin, Seth Sherman, Chakib Bouayed, Cindy Sampson, i Akos Hivekovics) a la part superior.

## Geografia

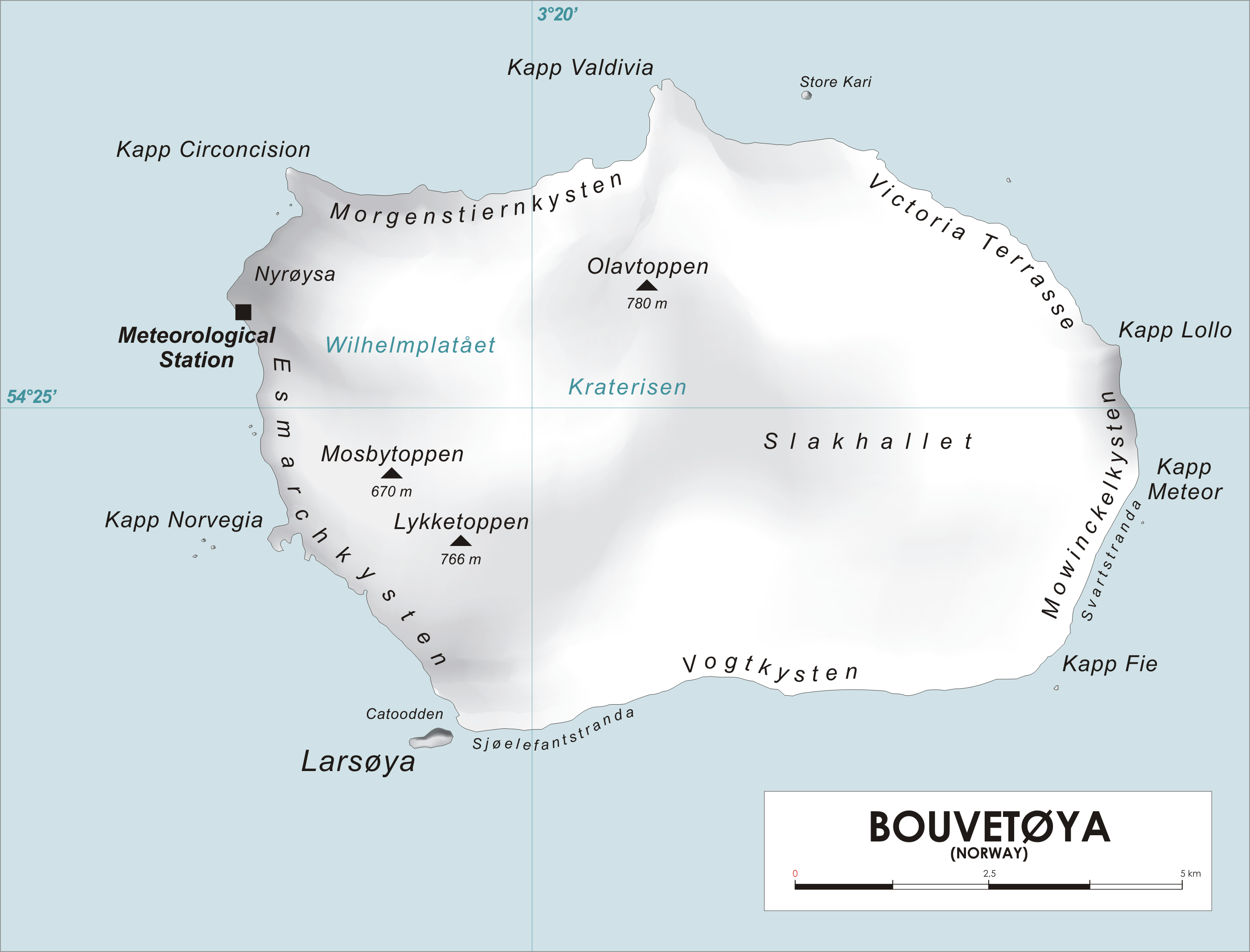
Mapa de l'illa Bouvet

L'illa Bouvet és una illa volcànica que constitueix la part superior d'un volcà situat a l'extrem sud de la dorsal mesoatlàntica, al sud de l'oceà Atlàntic. L'illa fa 9,5 quilòmetres de llargada per 7 d'amplada i cobreix una àrea de 49 quilòmetres quadrats, que inclou una sèrie de roques i petits illots, entre els quals hi ha una illa de mida considerable, Larsøya. Es troba al sud de la Convergència Antàrtica, i segons algunes definicions l'illa se situaria a l'oceà Antàrtic. L'illa Bouvet és la més remota del món. Les terres més properes són la Terra de la Reina Maud de l'Antàrtida, a 1.700 quilòmetres al sud, i l'illa Gough, a 1.600 quilòmetres al nord. La ubicació habitada més propera és el cap Agulhas, a Sud-àfrica, a 2.200 quilòmetres al nord-est.

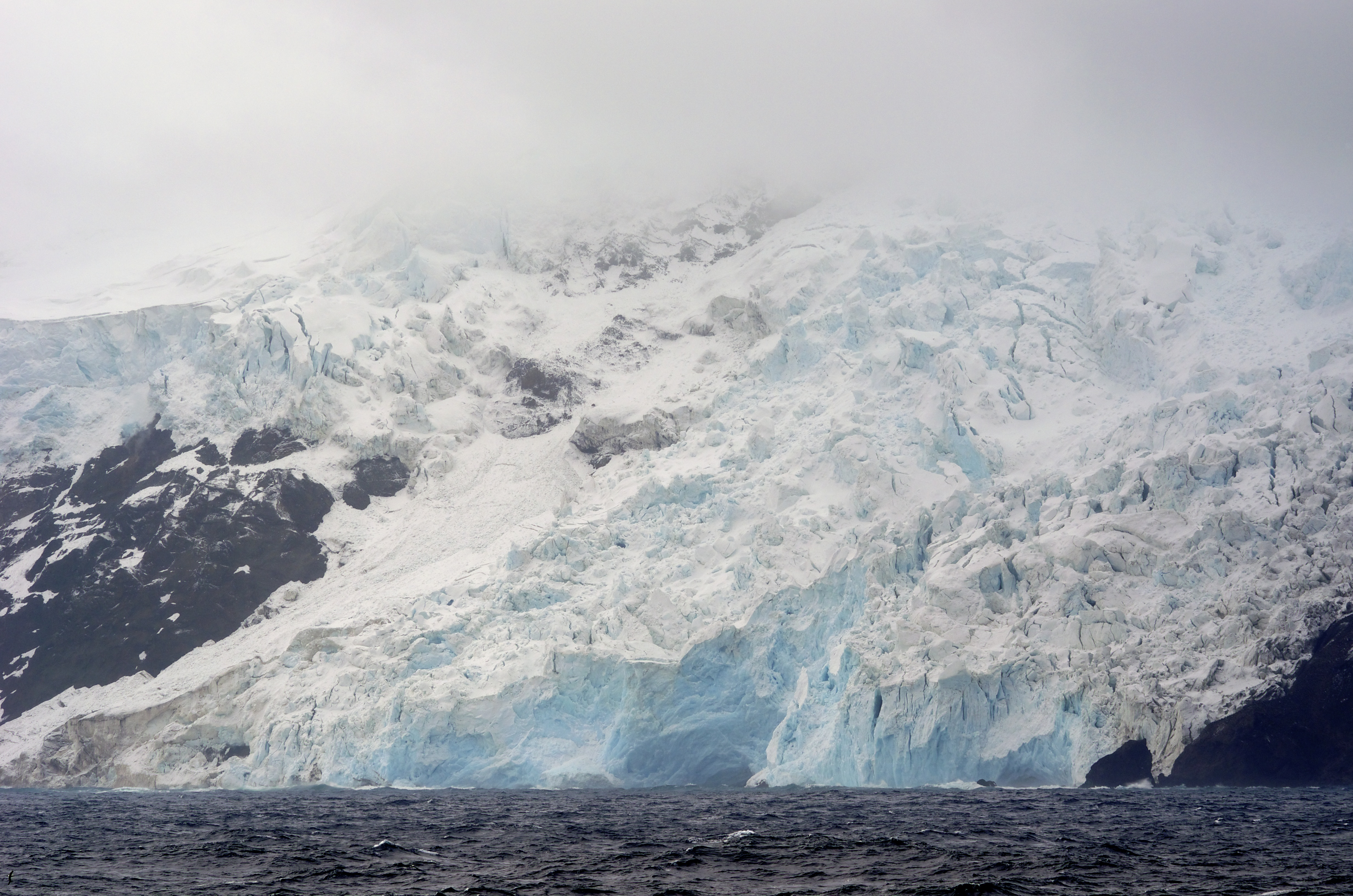
Glacera a la costa occidental de l'illa.

Nyrøysa és una zona rocosa de 2 km de llargada per 0,5 d'amplada situada a la costa nord-oest de l'illa. Creada per una esllavissada de roques en algun moment entre el 1955 i el 1957, és el punt d'accés més fàcil de l'illa. És l'indret on hi ha l'estació meteorològica automàtica. La part nord-oest de la península és el Cap Circoncision. A partir d'allà, a l'est del Cap Valdivia, la costa es coneix com a Morgenstiernekysten. Store Kari és un illot situat a 1,2 quilòmetres a l'est del cap. Del cap Valdivia fins al sud-est del cap Lollo, a la part oriental de l'illa, la costa és coneguda amb el nom de Victoria Terrasse. D'allà al cap Fie, a la part sud-est, la costa es coneix com a Mowinckelkysten. Svartstranda és una secció de sorra negra que fa 1,8 quilòmetres de llargada fins al cap Meteor, al sud del cap Fie. La costa sud de l'illa es coneix com a Vogtkysten i continua amb la Sjøelefantstranda. Davant del cap Catoodden, a la part sud-oest, es troba Larsøya, l'única illa de mida considerable després de l'illa Bouvet. La costa occidental des del cap Catoodden fins a Nyrøysa es coneix com a Esmarchkysten. A la meitat d'aquesta costa s'hi troba el cap de Norvegiaodden (cap de Noruega) i a 0,5 quilòmetres d'aquest hi ha els illots de Bennskjæra.
El 93% de l'illa està coberta per glaceres, que li donen una forma de cúpula. La regió més elevada de l'illa és Wilhelmplatået, que es troba a l'oest del centre de l'illa. L'altiplà fa 3,5 quilòmetres d'amplada i està envoltat de diversos pics. El més elevat és l'Olavtoppen, de 780 metres sobre el nivell del mar, seguit del Lykketoppen (766 m) i el Mosbytoppane (670 m). Wilhelmplatået és també la caldera principal responsable de la creació de l'illa. L'última erupció va tenir lloc l'any 2000 aC, produint un flux de lava cap al cap Meteor. El volcà es troba en un estat de deteriorament. La temperatura a 30 centímetres sota la superfície és de 25 °C.
La llargada de línia de la costa de l'illa és de 29,6 quilòmetres. El desembarcament a l'illa és molt difícil, ja que normalment es realitza en alta mar i la costa és molt escarpada. Durant l'hivern tota l'illa està envoltada de gel. El Punt Triple de Bouvet es troba 275 quilòmetres a l'oest de l'illa Bouvet. És una triple unió entre la placa sud-americana, la placa africana i la placa antàrtica, així com entre la dorsal mesoatlàntica, la dorsal del sud-oest de l'Índia i la dorsal Amèrica-Antàrtica.

### Clima
L'illa està situada al sud de la Convergència Antàrtica, el que fa que tingui un clima polar marí dominat pels núvols i la boira. S'hi experimenta una temperatura mitjana de -1 °C, amb una mitjana al gener d'1 °C i una mitjana al setembre de -3 °C. Les temperatures mitjanes altes mensuals fluctuen poc durant tot l'any.
La temperatura màxima absoluta és de 10,6 °C, registrada el 14 de març de 2005 i el 14 de desembre de 2004, i causada per la radiació solar intensa. Les temperatures puntuals de fins a 20 °C han estat registrades en un dia assolellat a les parets rocoses. L'illa experimenta predominantment un vent feble de l'oest.
| Dades climàtiques a Bouvet | Dades climàtiques a Bouvet | Dades climàtiques a Bouvet | Dades climàtiques a Bouvet | Dades climàtiques a Bouvet | Dades climàtiques a Bouvet | Dades climàtiques a Bouvet | Dades climàtiques a Bouvet | Dades climàtiques a Bouvet | Dades climàtiques a Bouvet | Dades climàtiques a Bouvet | Dades climàtiques a Bouvet | Dades climàtiques a Bouvet | Dades climàtiques a Bouvet |
| Mes                        | gen                        | febr                       | març                       | abr                        | maig                       | juny                       | jul                        | ag                         | set                        | oct                        | nov                        | des                        | anual                      |
| -------------------------- | -------------------------- | -------------------------- | -------------------------- | -------------------------- | -------------------------- | -------------------------- | -------------------------- | -------------------------- | -------------------------- | -------------------------- | -------------------------- | -------------------------- | -------------------------- |
| Màxima rècord °C (°F)      | 10.2 (50.4)                | 10.2 (50.4)                | 10.6 (51.1)                | 7.7 (45.9)                 | 5.6 (42.1)                 | 5.2 (41.4)                 | 3.8 (38.8)                 | 5.9 (42.6)                 | 7.3 (45.1)                 | 8.7 (47.7)                 | 8.3 (46.9)                 | 10.6 (51.1)                | 10.6 (51.1)                |
| Màxima mitjana °C (°F)     | 3 (37)                     | 4 (39)                     | 3 (37)                     | 2 (36)                     | 1 (34)                     | 0 (32)                     | −1 (30)                    | −1 (30)                    | −1 (30)                    | 0 (32)                     | 1 (34)                     | 3 (37)                     | 1.2 (34.2)                 |
| Mitjana diària °C (°F)     | 1 (34)                     | 1 (34)                     | 1 (34)                     | 0 (32)                     | −1 (30)                    | −2 (28)                    | −3 (27)                    | −3 (27)                    | −3 (27)                    | −2 (28)                    | −1 (30)                    | 0 (32)                     | −1 (30.3)                  |
| Mínima mitjana °C (°F)     | 0 (32)                     | 0 (32)                     | 0 (32)                     | 0 (32)                     | −2 (28)                    | −4 (25)                    | −5 (23)                    | −5 (23)                    | −5 (23)                    | −3 (27)                    | −2 (28)                    | −1 (30)                    | −2.2 (28)                  |
| Mínima rècord °C (°F)      | −2.6 (27.3)                | −2.2 (28)                  | −3.2 (26.2)                | −4.7 (23.5)                | −9.7 (14.5)                | −10.2 (13.6)               | −14.8 (5.4)                | −15.0 (5)                  | −18.7 (−1.7)               | −15.2 (4.6)                | −8.4 (16.9)                | −4.1 (24.6)                | −18.7 (−1.7)               |
| Font #1: Climate Zone      |                            |                            |                            |                            |                            |                            |                            |                            |                            |                            |                            |                            |                            |
| Font #2: Météo climat      |                            |                            |                            |                            |                            |                            |                            |                            |                            |                            |                            |                            |                            |

## Natura

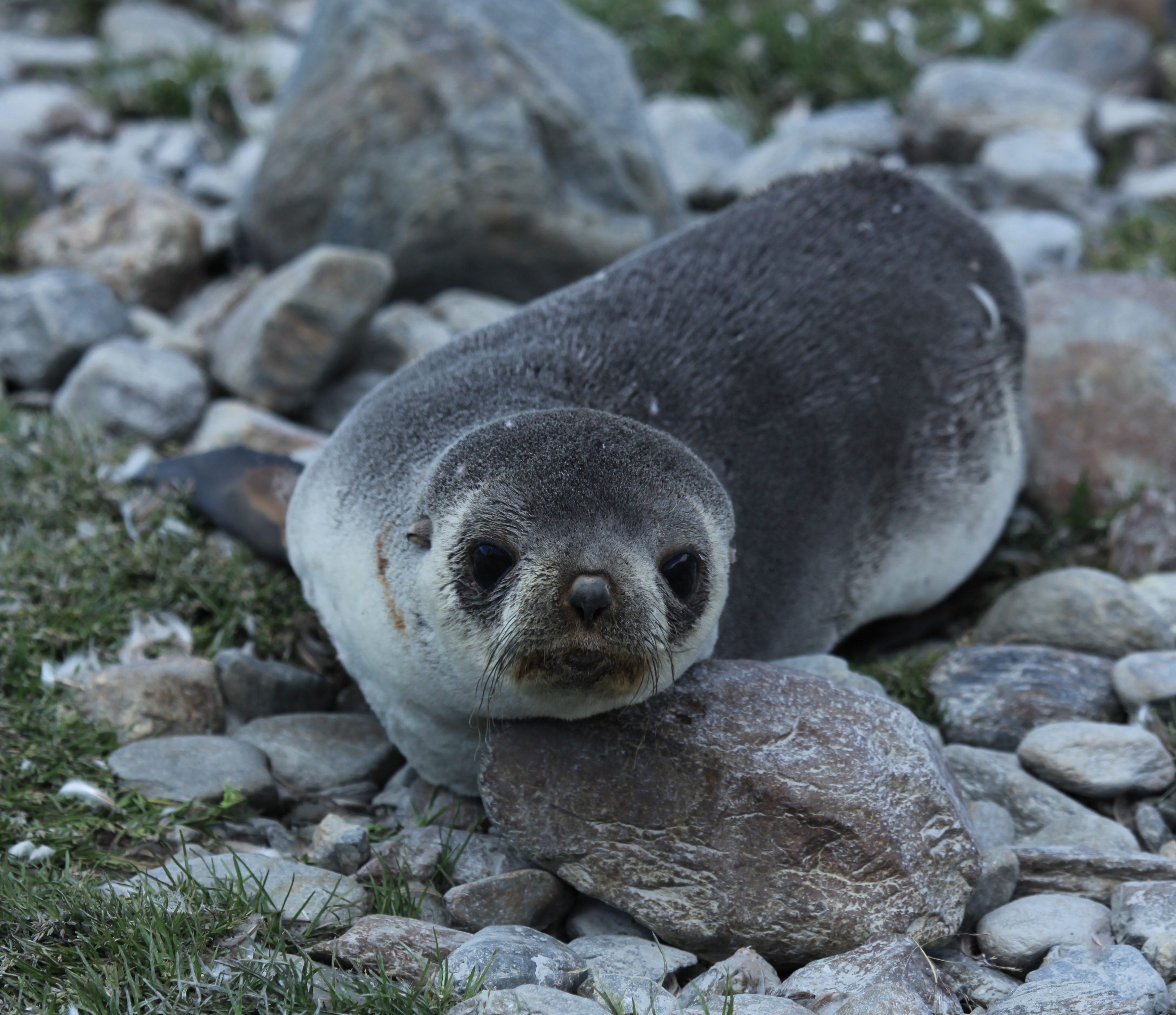
Un ós marí antàrtic provinent de l'illa de Geòrgia del Sud.

La duresa del clima i el terreny cobert de gel limiten la vegetació als fongs (ascomicets incloent líquens) i plantes no vasculars (molses i hepàtiques). La flora de Bouvet és la representativa de l'Antàrtida marítima i és fitogeogràficament similar a la de les illes Sandwich del Sud i Shetland del Sud. L'única espècie que viu damunt el gel i la neu present a l'illa és la neu de síndria. La vegetació restant es troba en les zones lliures de neu, com ara en nunataks i altres parts de lliures de gel com els penya-segats costaners i les platges. A Nyrøysa hi ha cinc espècies de molses, sis d'ascomicets (incloent-hi cinc líquens) i vint d'algues. Hi ha sis ascomicets endèmics, tres dels quals estan liquenitzats.

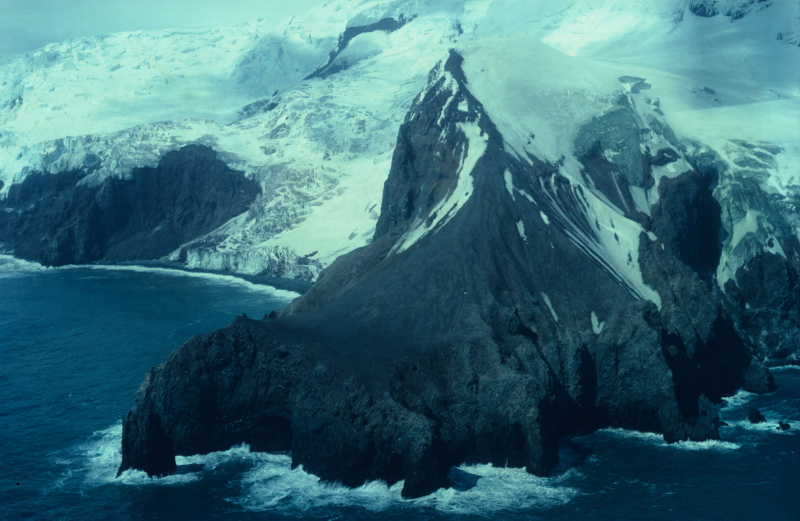
El Cap Valdivia fotografiat l'any 2009.

L'illa ha estat designada com a Àrea important per a la conservació de les aus per BirdLife International, per la seva importància per a l'aliment de les aus marines. Entre els anys 1978 i 1979 es va estimar que hi havia uns 117.000 pingüins a l'illa, dels quals la majoria eren pingüins de cresta daurada i en menor mesura, pingüí de cara blanca i d'Adèlia, tot i que entre el 1989 i el 1990 es va estimar que la població havia baixat a 62.000. Nyrøysa és la colònia de pingüins més important de l'illa. A l'illa també es reprodueix el fulmar austral, l'au no pingüí més comuna, amb 100.000 exemplars. Altres espècies d'aus són el petrell del Cap, el prió antàrtic, el petrell oceànic, el petrell de ventre negre, el paràsit subantàrtic, el petrell gegant del sud, el petrell de les neus, el prió becfí, i el xatrac antàrtic. El gavià dominicà es creu que havia habitat a l'illa anteriorment. Les aus que no es reprodueixen a l'illa però s'hi poden trobar habitualment són el pingüí reial, l'albatros viatger, l'albatros cellanegre, l'albatros de Campbell, l'albatros clororinc, l'albatros fumat, l'albatros fuliginós, el petrell gegant del nord, el petrell antàrtic, el petrell blau, el petrell suau, el petrell de Kerguelen, el petrell de cap blanc, el prió fada, la baldriga de mentó blanc, la baldriga capnegra, el petrell comú, el paràsit austral i paràsit cuapunxegut.
Els únics vertebrats que no són aus a l'illa són les foques, específicament l'elefant marí meridional i l'ós marí antàrtic, que es reprodueixen a l'illa. Entre els anys 1998 i 1999, hi va haver 88 cries d'elefant marí i 13.000 cries d'os marí a Nyrøysa. La iubarta i l'orca es poden veure a les aigües circumdants.

## Política i govern

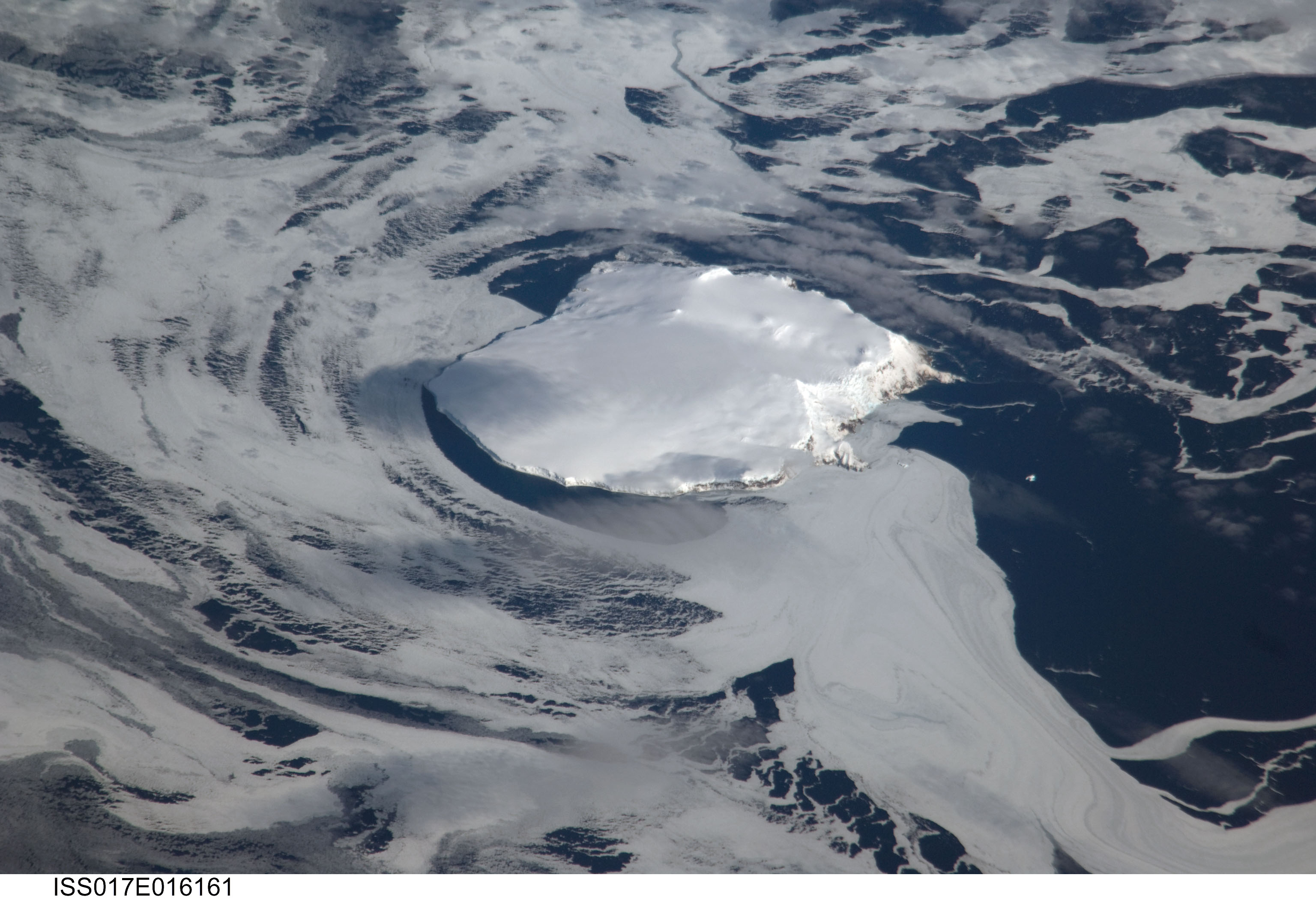
Imatge aèria de l'illa feta per la NASA.

L'illa Bouvet és una de les tres dependències de Noruega. A diferència de l'illa de Pere I i la Terra de la Reina Maud, que formen part del Tractat Antàrtic,l'illa Bouvet no està disputada. La situació de dependència implica que l'illa no és part del Regne de Noruega, però es troba sota sobirania noruega. Això significa que l'illa pot ser cedida sense violar el primer article de la Constitució de Noruega. De l'administració noruega de l'illa se n'encarrega el Departament d'Afers Polars del Ministeri de Justícia i de Policia, amb seu a Oslo.
L'annexió de l'illa està regulada per la Llei de Dependència, del 24 de març de 1933. Aquesta llei estableix que el dret penal, el dret privat i dret processal noruecs s'apliquen a l'illa, a més d'altres lleis que explícitament són vàlides a l'illa. Estableix també que tota la superfície pertany a l'estat, i prohibeix l'emmagatzematge i la detonació de productes nuclears. L'illa Bouvet ha estat designada amb l'estàndard d'ISO 3166-2 codi BV, i va ser guardonada posteriorment amb el domini de primer nivell .bv el 21 d'agost de 1997. El domini és administrat per Norid però no està en ús. La zona econòmica exclusiva que envolta l'illa té una superfície de 441.163 quilòmetres quadrats.

## Ficció
- L'illa té un lloc destacat al llibre de Geoffrey Jenkins A Grue of Ice (1962), publicat als EUA com a The Disappearing Island, una novel·la d'aventures basada en Tristan da Cunha, l'illa Bouvet, i la mítica illa de Thompson.[71]
- L'illa Bouvet és l'escenari de la pel·lícula del 2004 Alien versus Predator, en què es fa referència al seu nom noruec de "Bouvetøya".[72]
- L'illa Bouvet apareix en la novel·la Warhead (2005), d'Andy Remic.
- L'illa Bouvet apareix en la novel·la Batmans Schönheit (2010), de Heinrich Steinfest.